# Adairville
Adairville is een plaats (city) in de Amerikaanse staat Kentucky, en valt bestuurlijk gezien onder Logan County.

## Demografie
Bij de volkstelling in 2000 werd het aantal inwoners vastgesteld op 920.
In 2006 is het aantal inwoners door het United States Census Bureau geschat op 935, een stijging van 15 (1,6%).

## Geografie
Volgens het United States Census Bureau beslaat de plaats een oppervlakte van
3,4 km², geheel bestaande uit land. Adairville ligt op ongeveer 194 m boven zeeniveau.

## Plaatsen in de nabije omgeving
De onderstaande figuur toont nabijgelegen plaatsen in een straal van 20 km rond Adairville.

## Geboren
- Puggy Pearson (1929-2006), pokerspeler